# Ivan Petreš Čudomil
Ivan Petreš Čudomil (Katymár, 1876. november 21. - Baja, 1937. június 14.) bunyevác író, költő és lelkész. Verseket, drámákat, történeteket írt.

## Életrajza
Szegény falusi családban született. Katymáron végezte el az elemi iskolát, majd középiskoláit Baján és Kalocsán járta ki. 1896-ban érettségizett. A Pázmány Péter Papképző Egyetemen tanult tovább.
1900-ban kezdte meg egyházi munkáját. Káplán lett először Katymáron, majd Felsőszentivánon adminisztrátor. 1917-ben esperes lett Csávolyon, 2 évvel később dékán.
Csávolyon temették el.

## Munkássága
Műveiben sokat foglalkozott a falusi horvátokkal, sőt azokkal is, akik visszatértek Amerikából. Sok verset, balladát, prózát írt.
Naša novina 1909-1910. szerkesztője volt, majd a Nevenben és a budapesti Danicában is megjelentek írásai.

## Emlékezete
Mátyás napján, 1998 óta szülőfalujában minden évben emléknapot rendeznek.

## Művei

### Versgyűjtemény
- Moje jadi, 1912.

### Drámák
- Dva bila gavrana
- Teška vrimena
- Dositna ljubav

### Történetek
- Crvena država
- Vađenje zuba
- Osramoćen bezobrazluk
- Dobivena oklada
- Putovanje
- Nadmudrovao ih
- Samožrtvovnost
- Dva događaja
- Potop
- Mariška
- Strašilo
- Ne reci krivo svidočanstvo
- Vatra
- Prokleta tintaroška
- Virno doba
- Sabrana djela, 1999. (Marin Mandić adta ki)

## Művek róla
Sanja Vulić Vranković akadémikus az alábbi műveket írta róla:
- Rječotvorbeni modeli u djelima Ivana Petreša (1876.-1937.), Miše Jelića (1881.-1961.) i Grge Andrina (1855.-1905.), 2003.
- Književni jezik Ivana Petreša, 1999.
- Jezične značajke u djelima bunjevačkohrvatskoga pisca Ivana Petreša, 2002.
- Književno djelo Ivana Petreša, 2001.
- Književni jezik Ivana Petreša, 2000.
- Jezik Ivana Petreša[halott link], 2007.PDF 224 KB

## Külső hivatkozások
- Hrvatski iseljenički zbornik 2007.
- Članak u "Hrvatskom glasniku"
- Sanja Vulić Vranković - Popis radova
- Podravina.net[halott link]
- Oktatási és Kulturális Minisztérium Archiválva 2010. június 1-i dátummal a Wayback Machine-ben